# シュラキ〜朱羅姫〜
『シュラキ〜朱羅姫〜』は、日本のフィギュアプロジェクト。

## 概要
レッド・エンタテインメントと、フィギュアメーカーのグッドスマイルカンパニーがコラボレーションし「フィギュアから生まれるストーリー」として生み出されたプロジェクト。

## キャラクター
美城 暁（みしろ あかつき）
本作のメインヒロイン。17歳。
ささやかながらも幸せに暮らしていたところ、朱羅姫の宿命に身を投じることになった。
柳 妹鳳（リウ メイフェン）
中国出身の朱羅姫。17歳。
シャル・ルズマン
フランス出身の朱羅姫。17歳。
ニーダ・シュトリッヒ
ドイツ出身の朱羅姫。19歳。ホワイト・レイヴンの一員。
リゼフィス・ルテティーヴァ・メンテ
イタリア出身の朱羅姫。19歳。ホワイト・レイヴンの一員。
モニカ
ホワイト・レイヴンの一員。
守屋 真灯路（もりや まひろ）
ドラマCDの主人公。暁の幼馴染。16歳。

## キャスト
- 美城暁：小清水亜美
- 柳妹鳳：飯塚雅弓
- シャル：田村ゆかり
- ニーダ：千葉紗子
- リゼ：新谷良子
- モニカ：門脇舞以
- 蛟龍十羽胡：水樹奈々
- 守屋真灯路：野村勝人
- 美城日寄：岩男潤子
- 守屋幸道：立木文彦
- 守屋佐奈：根谷美智子
- クラウディオ：辻谷耕史
- ハールド：銀河万丈
- 山岡俊文：波多野和俊
- 上総葉子：茅原実里
- 弓月怜祢：浅川悠
- 蛟龍和徳：田中秀幸
- 蛟龍真矢、テオ：藤田咲
- リベイラ：石村知子
- マリーズ：喜多村英梨
- ジュニット：桑門そら
- リューベン：関智一
- イオ：又吉愛
- 骸騎士、ジョエル：安元洋貴

他出演 - 今井麻美、和田みちる、山本彰子、越田直樹

## テーマソング
- 「SHURAKI」
  - 歌：JAM Project
  - 作詞：奥井雅美
  - 作曲・編曲：影山ヒロノブ

## 商品情報
シュラキ・トリニティBOX-01 美城暁（2007年9月発売、イラスト・五十嵐明姫(RED)）
- フィギュア「美城暁」
- ドラマCD第1話『陥ちた流星』，2枚組・オリジナルドラマCD，総収録時間92分。
- キャラクターテーマソング「End of the Destiny」
  - 歌：美城暁（小清水亜美）
  - 作詞：kanoko
  - 作曲：藤田淳平(Elements Garden)
  - 編曲：上松範康(Elements Garden)
  - ブックレット「シュラキ シークレットファイル Vol.1」，A5判/24ページ。世界観・キャラクター解説、参加声優陣コメント 他。

シュラキ・トリニティBOX-02 柳妹鳳（2007年11月発売、イラスト・木場智士）
- フィギュア「柳妹鳳」
- ドラマCD第2話『シュバルツシルトの伝説』，1枚組・オリジナルドラマCD，総収録時間73分。
- キャラクターテーマソング「カケガエナイモノ。」
  - 歌 ：柳妹鳳（飯塚雅弓）
  - 作詞：kanoko
  - 作曲：上松範康(Elements Garden)
  - 編曲：菊田大介(Elements Garden)
- ブックレット「シュラキ シークレットファイル Vol.2」，A5判/24ページ。世界観・キャラクター解説、参加声優陣コメント 他。

シュラキ・トリニティBOX-03 シャル（2008年1月、イラスト・伊藤ベン）
- フィギュア「シャル・ルズマン」
- ドラマCD第3話『楽園ヴィルデフラウ』，1枚組・オリジナルドラマCD，総収録時間：73分。
- キャラクターテーマソング「Blue Eyes」
  - 歌：シャル・ルズマン（田村ゆかり）
  - 作詞：kanoko
  - 作曲・編曲：藤間仁(Elements Garden)
- ブックレット「シュラキ シークレットファイル Vol.3」，A5判/24ページ。世界観・キャラクター解説、参加声優陣コメント 他。

シュラキ・トリニティBOX-04 ニーダ（2008年5月、イラスト・山下しゅんや）
- フィギュア「ニーダ・シュトリッヒ」
- ドラマCD第4話『ゼロとアカシックレコードの星座相』、1枚組・オリジナルドラマCD，総収録時間70分。
- キャラクターテーマソング「Anfang」
  - 歌：ニーダ・シュトリッヒ（千葉紗子）
  - 作詞：kanoko
  - 作曲：藤田淳平(Elements Garden)
  - 編曲：中山真斗(Elements Garden)
- ブックレット「シュラキ シークレットファイル Vol.4」，A5判/24ページ。世界観・キャラクター解説、参加声優陣コメント 他。

シュラキ・トリニティBOX-05 リゼ（2008年5月、イラスト・矢野たくみ）
- フィギュア「リゼフィス・ルテティーヴァ・メンテ」
- ドラマCD第5話『白鴉の翼を撫でて…』，1枚組・オリジナルドラマCD，総収録時間74分。
- キャラクターテーマソング「Clear Drops」
  - 歌：リゼフィス・ルテティーヴァ・メンテ（新谷良子）
  - 作詞：kanoko
  - 作編曲：藤田淳平（Elements Garden）
- ブックレット「シュラキ シークレットファイル Vol.5」，A5判/24ページ。世界観・キャラクター解説、参加声優陣コメント 他。

## ラジオ番組内コーナー
2007年5月6日から9月16日にかけて智一・美樹のラジオビッグバン（文化放送）にて、『シュラキ外伝 「木漏れ日の神子（かみこ）」』が関智一の朗読により放送された。シュラキ〜朱羅姫〜公式サイトにてテキスト化され掲載されている。

## ノベライズ
公式サイトWEB小説
- 美城暁ショートエピソード 「十六夜のノスタルジア」（全4話）

E☆2スナックノベルス刊
- シュラキ -かくして、少女の朱き血は目覚める-（2009年12月発売、著・沢上水也、表紙・五十嵐明姫、挿絵・あいざわひろし）
- シュラキ -希望という名の毒薬-（2009年12月発売、著・沢上水也、表紙・木場智士、挿絵・あいざわひろし）
- シュラキ -パラダイス・ロスト-（2010年6月発売、著・沢上水也、表紙・椋本夏夜、挿絵・あいざわひろし）
- シュラキ -ゼロとアカシックレコードの星座相-（2010年7月発売、著・威成一、表紙・山下しゅんや、挿絵・あいざわひろし）
- シュラキ -Avenger 死して尚、白き鴉は舞う-（2010年10月発売、著・虎ゐ春人、表紙・桜沢いづみ、挿絵・あいざわひろし）
- シュラキ -The Last Dance-（2011年1月発売、著・虎ゐ春人、表紙・ふゆの春秋、挿絵・あいざわひろし）

MF文庫J刊
- シュラキZERO きみが私の騎士だから!（2009年3月発売、著・夏寿司、イラスト・木場智士）

## コミカライズ
- シュラキ1（月刊ドラゴンエイジ連載、角川コミックスドラゴンJr.刊、2008年8月発売、著・高槻ナギー）